# Đại Kim
Đại Kim là một phường thuộc quận Hoàng Mai, thành phố Hà Nội, Việt Nam.
Phường Đại Kim có diện tích 273 ha (2,73 km²), dân số là 52.926 người, mật độ dân số là 19.386 người/km².

## Địa lý
Địa giới hành chính phường Đại Kim: 
- Phía đông giáp phường Định Công và phường Hoàng Liệt với ranh giới tự nhiên là sông Tô Lịch
- Phía tây giáp xã Tân Triều, huyện Thanh Trì
- Phía nam giáp xã Thanh Liệt, huyện Thanh Trì
- Phía bắc giáp các phường Kim Giang, Hạ Đình và Thượng Đình thuộc quận Thanh Xuân.

Khu đô thị mới Đại Kim, khu đô thị mới Bắc Linh Đàm, khu đô thị Kim Văn - Kim Lũ nằm ở phường này.

## Lịch sử
Trước đây, Đại Kim là một xã thuộc huyện Thanh Trì.
Ngày 6 tháng 11 năm 2003, xã Đại Kim được chuyển thành phường thuộc quận Hoàng Mai mới thành lập.

## Đường phố
- Bằng Liệt
- Đại Từ
- Đặng Xuân Bảng
- Hoàng Liệt
- Hồng Quang
- Kim Giang
- Linh Đàm
- Nghiêm Xuân Yêm
- Nguyễn Cảnh Dị
- Nguyễn Công Thái
- Nguyễn Hữu Thọ
- Nguyễn Xiển
- Phạm Tu
- Trần Hoà
- Trịnh Đình Cửu